# Élections municipales de 2001 à Mulhouse
Pour un article plus général, voir Élections municipales de 2001 dans le Haut-Rhin.
Pour les articles homonymes, voir Élections municipales à Mulhouse.
 (novembre 2024).
Si vous disposez d'ouvrages ou d'articles de référence ou si vous connaissez des sites web de qualité traitant du thème abordé ici, merci de compléter l'article en donnant les références utiles à sa vérifiabilité et en les liant à la section « Notes et références ».
Les élections municipales ont eu lieu les 11 et 18 mars 2001 à Mulhouse.

## Mode de scrutin
Le mode de scrutin à Mulhouse est celui des villes de plus de 1 000 habitants : la liste arrivée en tête obtient la moitié des 55 sièges du conseil municipal. Le reste est réparti à la proportionnelle entre toutes les listes ayant obtenu au moins 5 % des suffrages exprimés. Un deuxième tour est organisé si aucune liste n'atteint la majorité absolue et au moins 25 % des inscrits au premier tour. Seules les listes ayant obtenu aux moins 10 % des suffrages exprimés peuvent s'y présenter. Les listes ayant obtenu au moins 5 % des suffrages exprimés peuvent fusionner avec une liste présente au second tour.

## Résultats
- Maire sortant : Jean-Marie Bockel (PS) depuis 1989

| Tête de liste            | Tête de liste      | Liste                    | 1er tour | 1er tour | 2d tour | 2d tour | Sièges |
| Tête de liste            | Tête de liste      | Liste                    | Voix     | %        | Voix    | %       | Sièges |
| ------------------------ | ------------------ | ------------------------ | -------- | -------- | ------- | ------- | ------ |
|                          | Jean-Marie Bockel* | PS-PCF-Les Verts-PRG-MRC | 11 488   | 45,08 %  | 14 144  | 52,35 % | 42     |
|                          | Bernard Stoessel   | UDF-RPR-DL               | 5 761    | 22,61 %  | 7 133   | 26,40 % | 7      |
|                          | Gérard Freulet     | MNR                      | 5 126    | 20,11 %  | 5 742   | 21,25 % | 6      |
|                          | Patrick Binder     | FN                       | 1 734    | 6,80 %   |         |         |        |
|                          | Françoise Ruch     | EXG                      | 1 375    | 5,40 %   |         |         |        |
| * Liste du maire sortant |                    |                          |          |          |         |         |        |

## Composition du conseil municipal
Liste non exhaustive des conseillers municipaux :
Liste Bockel (42 élus) :
- Jean-Marie Bockel
- Eugène Riedweg
- Pierre Freyburger
- Edouard Boeglin

Liste Stoessel (7 élus) :
- Bernard Stoessel
- Arlette Grosskost (jusqu'en 2002)

Liste Freulet (6 élus) : 
- Gérard Freulet